# Colias phicomone
Colias phicomone е вид пеперуда от семейство Белянки (Pieridae). Видът е почти застрашен от изчезване.

## Разпространение и местообитание
Разпространен е в Австрия, Андора, Германия, Испания, Италия, Лихтенщайн, Украйна, Франция и Швейцария.
Обитава планини, възвишения и ливади.

## Описание
Популацията на вида е намаляваща.